# Weisbrem
Weisbrem ist ein Gemeindeteil der oberfränkischen Stadt Bad Staffelstein im Landkreis Lichtenfels.

## Geographie
Der Weiler liegt etwa sechs Kilometer östlich von Bad Staffelstein im Döbertengrund, der vom wasserreichen Döbertenbach in Richtung Westen durchflossen wird. Die Kreisstraße LIF 16 quert den Ort.

## Geschichte
Weisbrem wurde erstmals 1142 als „Witzbrimen“ erwähnt, als der Bamberger Bischof Egilbert dem Kloster Langheim Besitz bestätigte. Die nächste Nennung folgte im Jahr 1255, als der Bamberger Schatzmeister Arnold von Sonneberg dem Kloster seine Hube in „villa Wizbrem“ veräußerte.
Im Jahr 1801 war „Weisbrehm“ zusammen mit Serkendorf und Gößmetz eine Gemeinde, die im Territorium des Bamberger Hochstifts lag. Die Zent gehörte dem Lichtenfelser Amt des Bamberger Fürstbischofs, die Dorf-, Gemeinde-, Lehen- und Vogteiherrschaft dem Kloster Langheim. Die Einwohner waren nach Uetzing eingepfarrt. Der Ort hatte sieben Häuser mit Stadeln und eine Mahlmühle mit einem Schneidegang und zwei Mahlgängen, die heutige Alte Mühle.
1862 erfolgte die Eingliederung der Landgemeinde Serkendorf, bestehend aus dem Dorf Serkendorf und den Weilern Gößmitz und Weisbrem, in das neu geschaffene bayerische Bezirksamt Staffelstein. 1871 hatte der Weiler Weisbrem 46 Einwohner, die alle katholisch waren, und 24 Gebäude. Die katholische Schule und Kirche befanden sich im ein Kilometer entfernten Uetzing. 1900 umfasste die Landgemeinde Serkendorf eine Fläche von 656,67 Hektar, 177 Einwohner, von denen 176 katholisch waren, und 33 Wohngebäude. 57 Personen lebten in Weisbrem in 8 Wohngebäuden. 1925 lebten 49 Personen in 8 Wohngebäuden. 1950 war die Schreibweise des Ortsnamens noch „Weißbrehm“ und der Weiler hatte 53 Einwohner sowie 7 Wohngebäude. Die zuständige evangelische Pfarrei befand sich in Staffelstein. Seit den 1950er Jahren besteht die heutige Schreibweise des Ortsnamens. Im Jahr 1970 zählte Weisbrem 36 Einwohner und 1987 33 Einwohner sowie 7 Wohngebäude mit 8 Wohnungen.
Am 1. Juli 1972 wurde der Landkreis Staffelstein aufgelöst und Serkendorf mit dem Gemeindeteil Weisbrem in den Landkreis Lichtenfels eingegliedert. Am 1. Januar 1978 folgte die Eingemeindung nach Staffelstein.

## Sehenswürdigkeiten
In der Bayerischen Denkmalliste sind für Weisbrem vier Baudenkmäler aufgeführt.